# Dirce aesiodora
Dirce aesiodora är en fjärilsart som beskrevs av Turner 1922. Dirce aesiodora ingår i släktet Dirce och familjen mätare. Inga underarter finns listade i Catalogue of Life.